# Distrito de Sokuluk
El distrito de Sokuluk (en kirguís: Сокулук району) es uno de los rayones (distrito) de la provincia de Chuy en Kirguistán. Tiene como capital la ciudad de Sokuluk.
- Datos: Q878851
- Multimedia: Sokuluk District / Q878851